# Zygophlaeoba varicornis
Zygophlaeoba varicornis är en insektsart som beskrevs av Henry, G.M. 1933. Zygophlaeoba varicornis ingår i släktet Zygophlaeoba och familjen gräshoppor. Inga underarter finns listade i Catalogue of Life.